# Сибір (футбольний клуб)
«Сибір» (рос. Сибирь) — російський футбольний клуб із Новосибірська, заснований 1936 року. Був розформований у 2019 році. В 2020 році на базі колишнього клубу був створений клуб «Новосибірськ».

## Колишні назви
- Буревісник — 1936–1937
- Крилья Совєтов — 1938–1956
- Сибсільмаш — 1957–1965
- СЕТМ — 1970
- Дзержинець — 1971
- Чкаловець — 1972–1991 та 1993–1999
- Чкаловець-ФоКуМіС — 1992
- Чкаловець-1936 — 2000–2005
- Сибір — 2006–2019

## Досягнення
- Перший дивізіон
  - Срібний призер: 2009
  - Бронзовий призер: 2007

- Другий дивізіон
  - Переможець зони «Схід»: 2004

- Кубок Росії
  - Фіналіст: 2010